# Lingwetka
Lingwetka (łac. lingua) – tabletka do ssania, zwykle umieszczana pod językiem, co sprzyja szybkiemu wchłonięciu leku przez organizm.

Przeczytaj ostrzeżenie dotyczące informacji medycznych i pokrewnych zamieszczonych w Wikipedii.